# Jonathan Hales
Jonathan Hales (né le 10 mai 1937) est un dramaturge et un scénariste britannique.

## Biographie
Jonathan Hales est surtout connu pour avoir travaillé avec Lucasfilm, notamment sur la série télévisée Les Aventures du jeune Indiana Jones et Star Wars, épisode II : L'Attaque des clones, où il fut le coscénariste du film.
Hales a beaucoup travaillé au théâtre (en tant qu'acteur et metteur en scène), au cinéma et à la télévision Il a commencé sa carrière de scénariste en 1970, avec la série télévisée britannique Manhunt. Il a écrit pour la série américaine Dallas, ainsi que pour de nombreuses versions - séries et DVD - des aventures du jeune Indiana Jones de George Lucas.
En 1977, il a mis en scène la pièce Mecca de E. A. Whitehead à l'Open Space Theatre de Londres.
Hales a écrit le film d'Agatha Christie The Mirror Crack'd (1980). On lui attribue l'histoire du préquel de La Momie, Le Roi Scorpion, sorti en 2002, et il est coauteur (avec George Lucas) du scénario du film Star Wars : Épisode II - L'Attaque des clones, sorti en 2002.

## Filmographie partielle

### Cinéma
- 2002 : Star Wars, épisode II : L'Attaque des clones de George Lucas

### Télévision
- 1992-1993 : Les Aventures du jeune Indiana Jones (The Young Indiana Jones Chronicles) (série télévisée)